# Stoke Lyne
Stoke Lyne är en ort och civil parish i Storbritannien.   Den ligger i grevskapet Oxfordshire och riksdelen England, i den södra delen av landet, 90 km nordväst om huvudstaden London. Stoke Lyne ligger 118 meter över havet och antalet invånare är 232.
Terrängen runt Stoke Lyne är platt. Runt Stoke Lyne är det ganska tätbefolkat, med 230 invånare per kvadratkilometer. Närmaste större samhälle är Banbury, 16,8 km nordväst om Stoke Lyne. Trakten runt Stoke Lyne består till största delen av jordbruksmark.